# Back to the Light
Back To The Light es el primer álbum de estudio del músico británico Brian May, (guitarrista de Queen), lanzado el 28 de septiembre de 1992, luego de más de 5 años de grabación. Esta demora se debe a problemas personales del mismo May, como su divorcio de su primera esposa como así también la enfermedad de su compañero y amigo Freddie Mercury. Incluye a Cozy Powell a la batería. El álbum contiene canciones de May como «Back To The Light», «Too Much Love Will Kill You» o «Resurrection» más una versión de la banda The Small Faces, «Rollin' Over».
El álbum contiene los top 10 "Too Much Love Will Kill You" y "Driven by You", y alcanzó el puesto número seis en el UK Albums Chart y el número 159 en el Billboard 200 de Estados Unidos.
"Headlong" y "I Can't Live With You", publicadas en Innuendo , fueron originalmente pensadas para Back to the Light; pero cuando May escuchó a Freddie Mercury cantando las canciones, decidió que serían grabadas por Queen.

## Lista de canciones
1. The Dark - 2:21
2. Back to the Light - 5:00
3. Love Token - 5:57
4. Resurrection - 5:30
5. Too Much Love Will Kill You - 4:27
6. Driven by You - 4:11
7. Nothin' But Blue - 3:31
8. I'm Scared - 4:01
9. Last Horizon - 4:11
10. Let Your Heart Rule Your Head - 3:52
11. Just One Life - 3:40
12. Rollin'Over - 4:36

- Datos: Q691929